# چارلی کلوگ
چارلی کلوگ (انگلیسی: Charlie Clough؛ زادهٔ ۴ سپتامبر ۱۹۹۰) بازیکن فوتبال اهل بریتانیا است.
از باشگاه‌هایی که در آن بازی کرده‌است می‌توان به باشگاه فوتبال چیپنهام تاون، باشگاه فوتبال بث سیتی، باشگاه فوتبال نیوپورت کانتی، باشگاه فوتبال ویموث، باشگاه فوتبال بریستول راورز، باشگاه فوتبال ساتون یونایتد، باشگاه فوتبال تلفورد یونایتد، و باشگاه فوتبال فارست گرین راورز اشاره کرد.